# Silnice v Izraeli

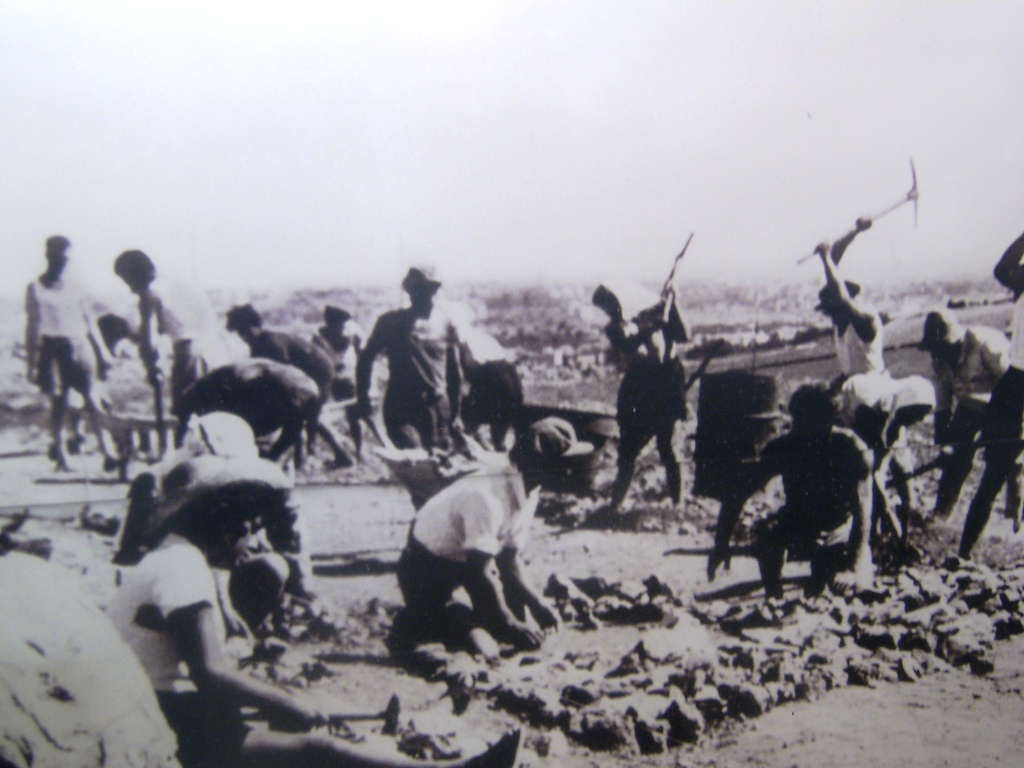
Oddíly Gdud ha-avoda při budování silnice poblíž kibucu Sarid v Jizre'elském údolí ve 20. letech 20. století.

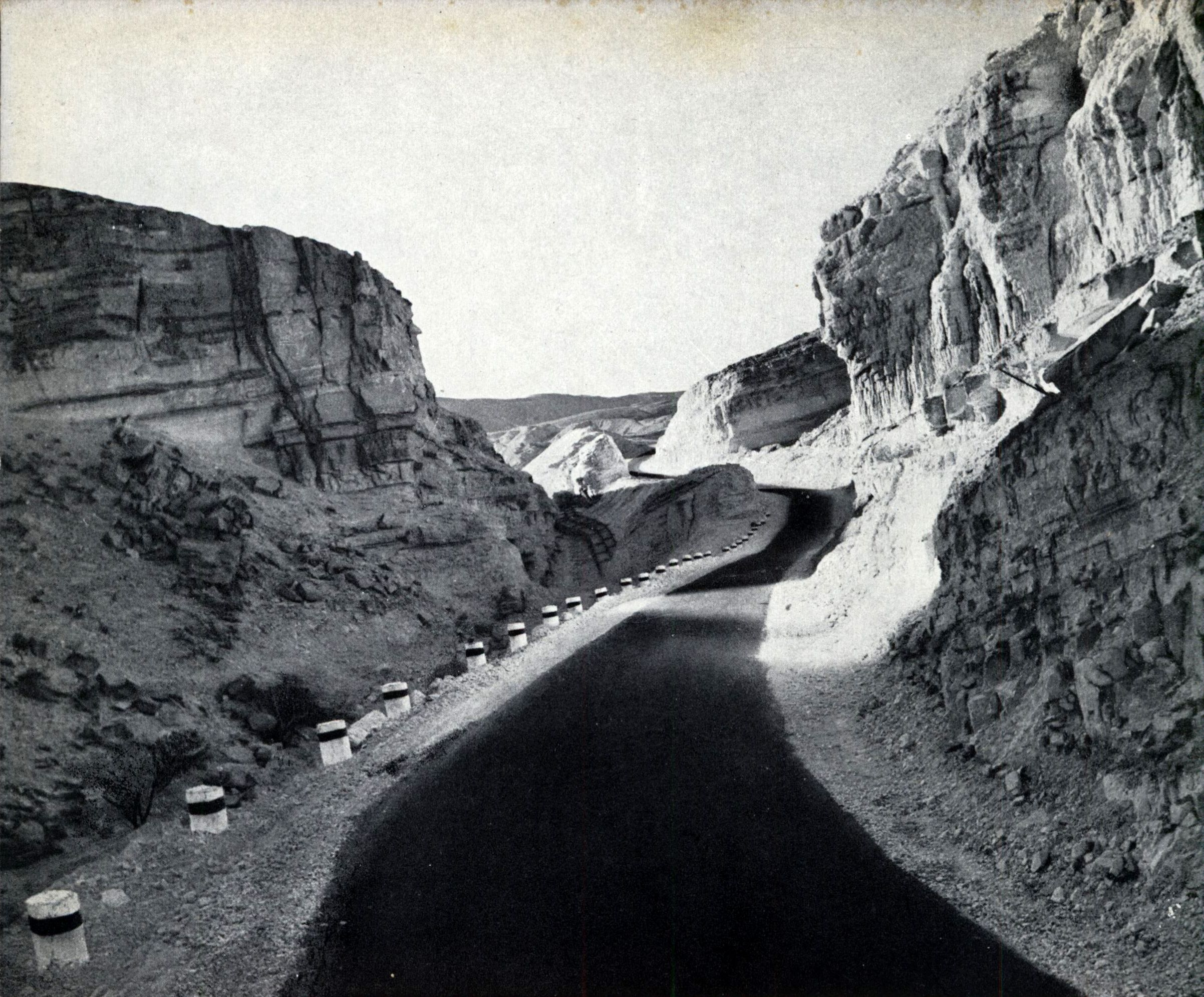
Nová silnice do Ejlatu v pouštním úseku, foto z r. 1957.

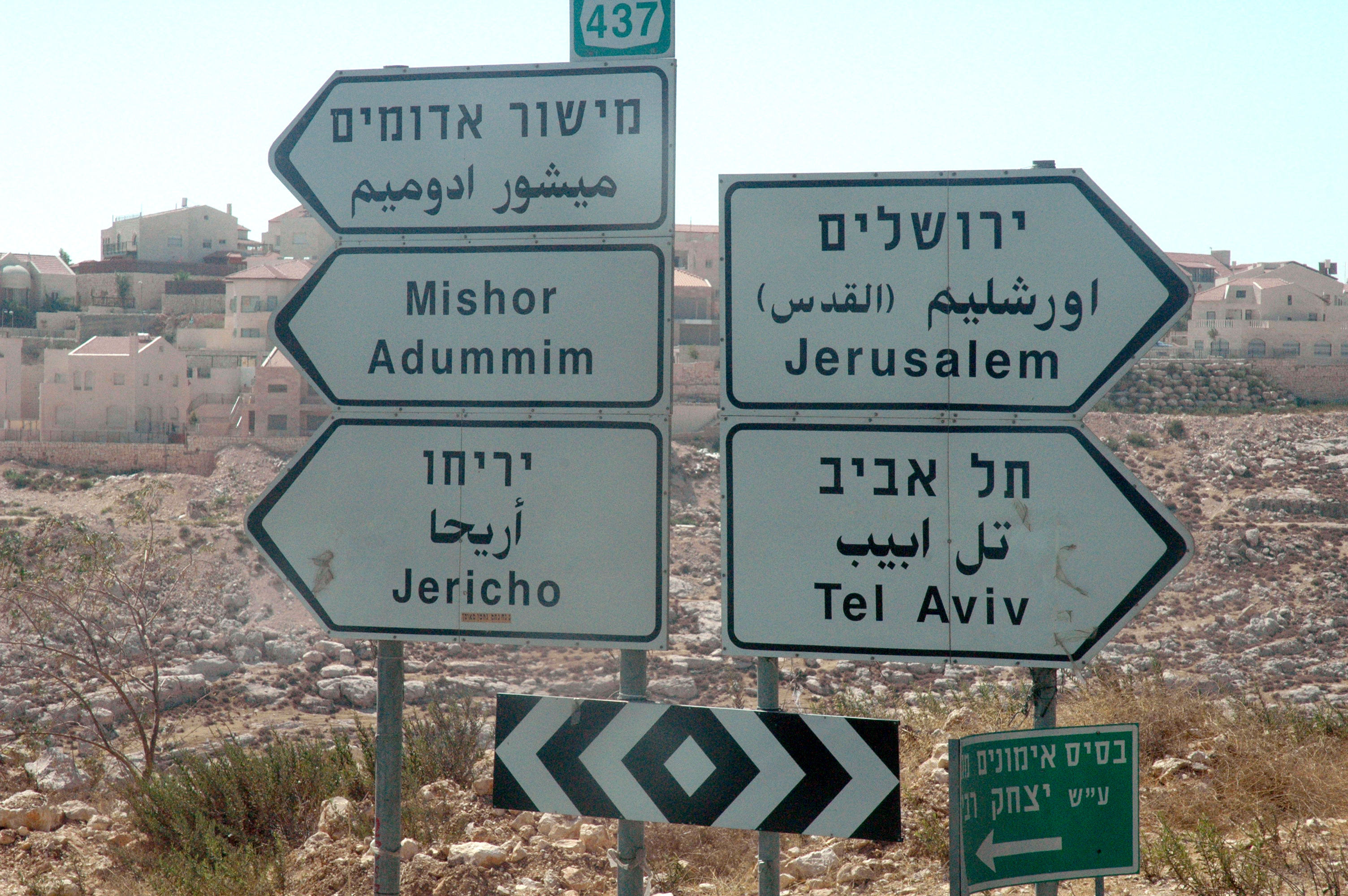
Silniční ukazatele v Izraeli, respektive na Západním břehu Jordánu, s trojjazyčným popisem destinací.

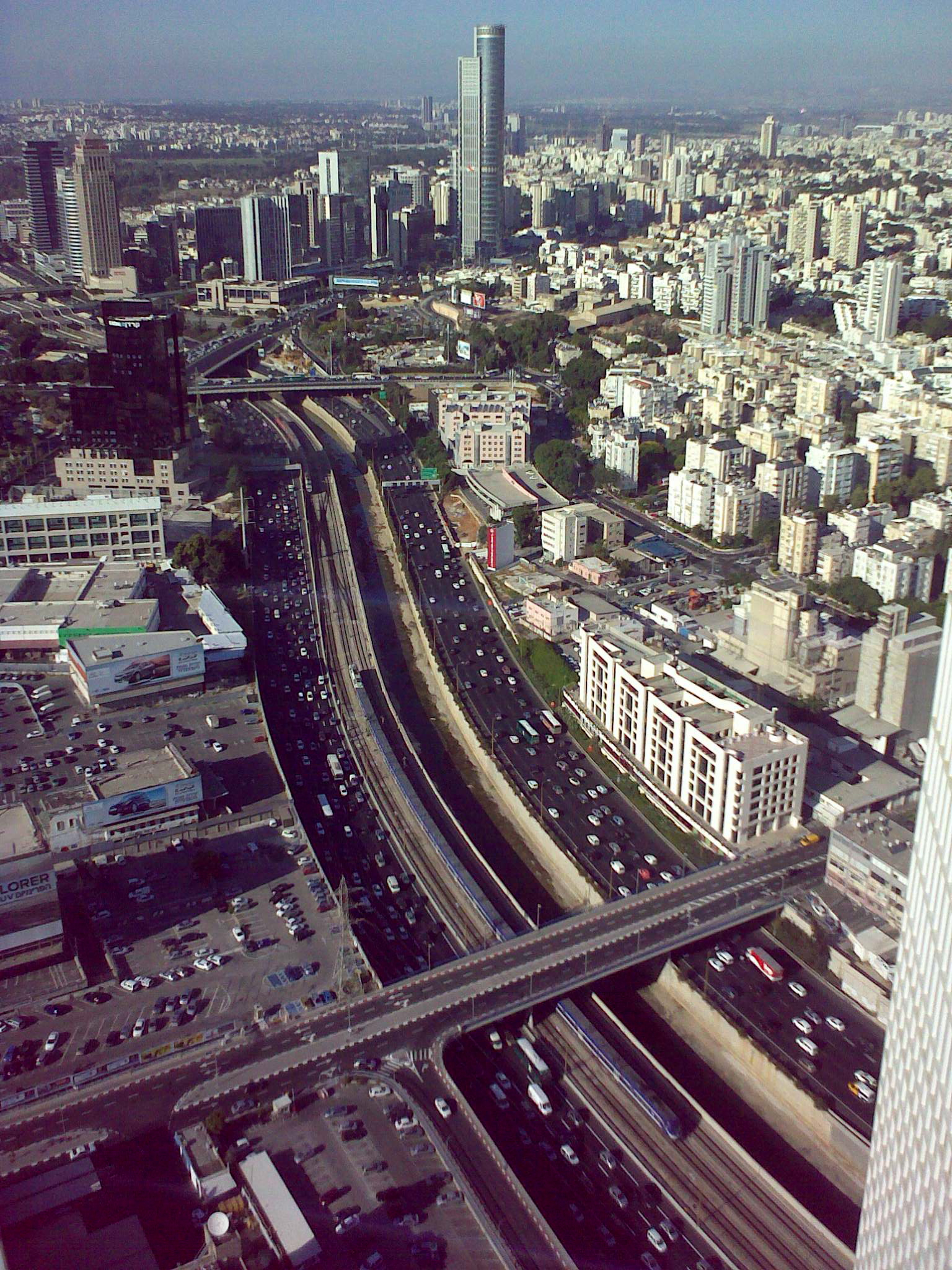
Ajalonská dálnice, nejfrekventovanější silniční tepna v Izraeli, sloužící jako severojižní průtah aglomerací Tel Avivu.

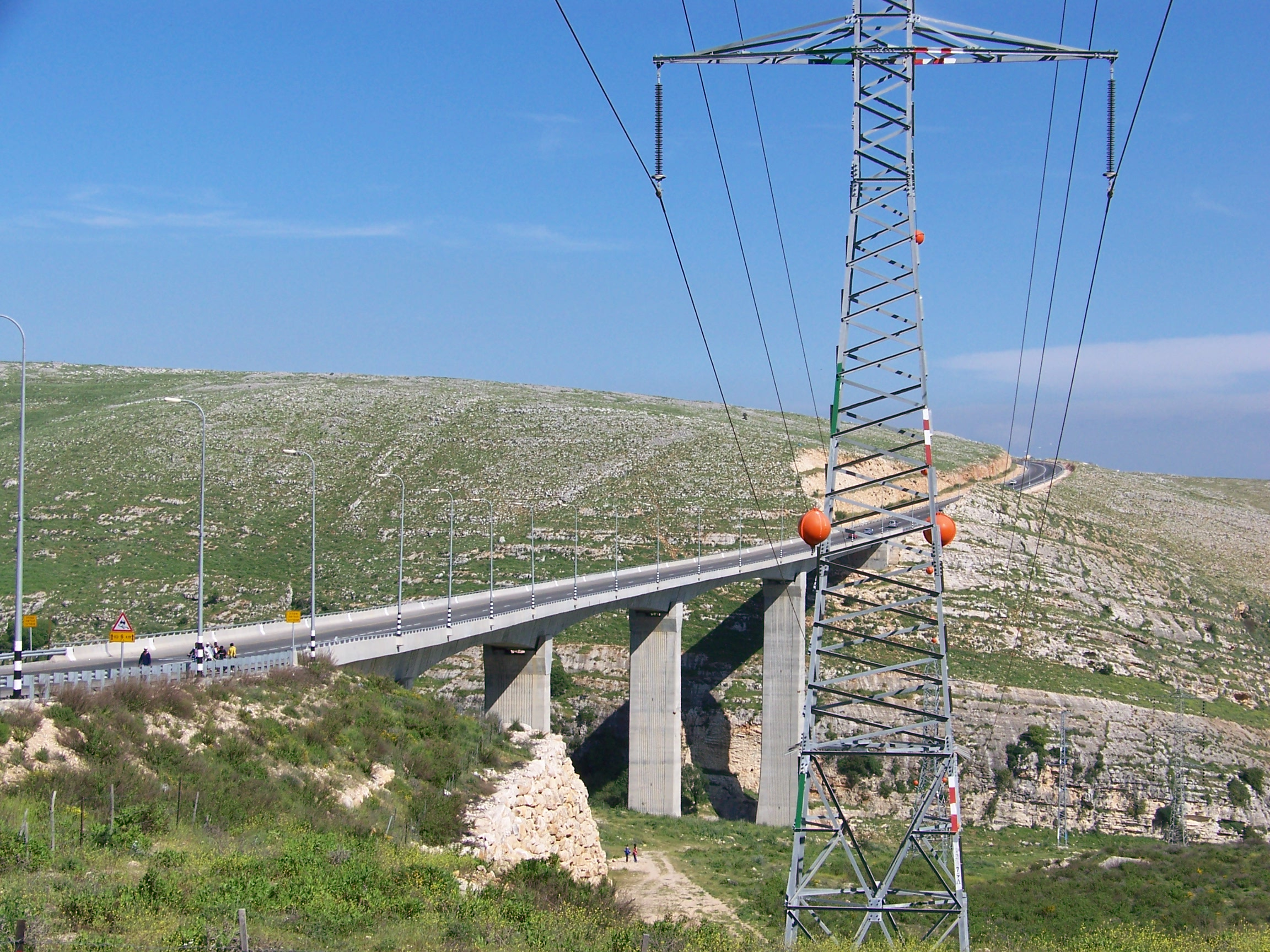
Most Akbara, inženýrsky náročná mostní stavba v Horní Galileji u města Safed.

Silnice v Izraeli (hebrejsky כבישים בישראל‎, kvišim be-Jisra'el) je plošně i inženýrsky rozvinutá síť komunikací pro silniční dopravu.

## Dějiny
Palestina v osmanském období byla protkána sítí karavanních stezek, soustava silnic v moderním slova smyslu ale neexistovala. Výjimkou byla silnice z Jaffy do Jeruzaléma, která byla vybavena zpevněným povrchem v 60. letech 19. století. Značné investice do silniční sítě prováděla až britská správa v době mandátní Palestiny. Velký význam budování silnic tehdy přikládala i rostoucí židovská komunita (Jišuv) a její pracovní oddíly Gdud ha-avoda. Kvalitní silniční spojení mělo i strategický význam během opakovaných arabsko-židovských konfliktů, včetně první arabsko-izraelské války v době okolo vzniku státu Izrael. Možnost pozemního spojení odlehlých či izolovaných židovských osad tehdy hrála rozhodující roli ve výsledku války a ovlivnila tak i výslednou trasu hranic. Například zásobování židovských čtvrtí Jeruzaléma, probíhalo po provizorně zbudované tzv. Barmské cestě, zatímco tradiční silnice skrz soutěsku Báb al-Vád zůstávala v arabském obležení. Izraelské dobytí budoucího města Ejlat na nejzazším jihu státu Izrael při Rudém moři proběhlo počátkem roku 1949 díky schopnosti izraelských sil projít jinak takřka neprostupným terénem v Negevské poušti.
Strategické důvody hrály svou roli v rozvoji silniční sítě i po vzniku státu Izrael. Docházelo tehdy navíc k masivnímu usidlování židovských přistěhovalců do zcela nově stavěných měst, popřípadě zemědělských osad. Teprve tehdy byla postavena inženýrsky náročná silnice do Ejlatu, dnešní silnice číslo 40, později doplněná o novou trasu podél Vádí al-Araba (silnice číslo 90) a do dalších odlehlejších regionů Izraele. Masivní rozvoj prodělávala autobusová doprava, která při absenci početnější individuální dopravy a při jen podružném charakteru železniční přepravy plnila hlavní roli v dopravním systému země.
V 3. třetině 20. století ovšem s nástupem individuálního motorismu (a s pokračujícím demografickým růstem státu) přestala původní silniční síť postačovat. Volební heslo Šimona Perese ve volbách do Knesetu roku 1965 znělo „Automobil pro každého dělníka“ (Mechonit le-kal po'al, מכונית לכל פועל). Tehdy šlo o spíše futuristický politický slogan, ale během jedné generace se naplnil. Od 70. let 20. století probíhala výstavba prvních komunikací dálničního typu, zejména dálnice číslo 1 z Tel Avivu do Jeruzaléma. V 80. letech pak navázala tzv. Ajalonská dálnice, neboli východní obchvat Tel Avivu a hlavní severojižní silniční tepna telavivské aglomerace. Vysokou prioritu rozvoji silniční infrastruktury přisoudila druhá vláda Jicchaka Rabina počátkem 90. let. Tehdy započala příprava výstavby dálnice číslo 6 (tzv. Transizraelská dálnice), která počátkem 21. století nabídla kapacitní dálniční propojení severu a jihu Izraele a z východu obešla aglomeraci Tel Avivu. Masivní tempo rozvoje silniční sítě pokračovalo i v prvních dvou dekádách 21. století. Ajalonská dálnice byla postupně rozšířena na čtyři jízdní pruhy v každém směru. Řada celostátních silnic prošla přestavbou, při níž získala charakter dálniční komunikace, nebo aspoň více jízdních pruhů v každém směru (s tím, že křížení je řešeno úrovňově, za pomocí semaforů). V aglomeraci Tel Avivu byly zbudovány zcela nové dálniční spojky (dálnice číslo 431 a dálnice číslo 531). V aglomeraci Haify zase průlom představuje zbudování Karmelských tunelů, které dlouhým tunelovým úsekem propojují jih a sever aglomerace. V případě Jeruzaléma má podobně zásadní úlohu nově postavená silnice číslo 50, jež severojižním směrem propojuje milionovou aglomeraci města.
Významný rozvoj prodělává i silniční síť v těch částech Západního břehu Jordánu, které zůstávají pod kontrolou Izraele a které slouží zdejší dynamicky narůstající síti izraelských osad. Tamní silniční síť je plynule propojena s vlastním Izraelem, například dálnice číslo 1 z Tel Avivu do Jeruzaléma byla prodloužena až k Mrtvému moři, nebo dálnice číslo 5 pokračuje východním směrem až k osadě Ariel ve vnitrozemí Samařska. Kritici ovšem poukazují na to, že tyto komunikace slouží skoro výlučně židovským osadníkům a že jejich využívání Palestinci je omezeno nebo zcela vyloučeno. Izrael to odmítá a případná omezení palestinského provozu odůvodňuje bezpečnostními aspekty.
Extenzivní rozvoj silniční infrastruktury ani tak nestačí držet krok s růstem populace a motorizace. OECD označila izraelské silnice za nejpřetíženější v rozvinutém světě. Dálnice mezi Tel Avivem a Jeruzalémem vykazuje denní zátěž 133 000 vozidel a podle údajů ministerstva dopravy dosahuje průměrná rychlost provozu v ranní špičce v úseku poblíž Ben Gurionova mezinárodního letiště jen 14 km/hod. Po Ajalonské dálnici v Tel Avivu dokonce denně projede 750 000 automobilů a rychlost zde ráno klesá na 12 km/hod. Částečnou úlevou má být dokončení vysokorychlostní železniční trati Tel Aviv – Jeruzalém. Dopravní zácpy mají i ekonomický dopad. Podle ministerstva financí jde o ročně o 25 miliard šekelů. Řešením má být daleko větší podpora městské hromadné dopravy, včetně samostatných jízdních pruhů pro autobusy a výstavby telavivské rychlodráhy či jiných integrovaných metropolitních dopravních systémů.
Významnou roli si nadále udržuje autobusová doprava. Telavivské centrální autobusové nádraží patří mezi největší na světě a v každém větším městě se nachází hojně využívaný autobusový terminál. Dominantní pozici na trhu autobusových dopravců má firma Egged, která i v globálním měřítku patří mezi největší společnosti tohoto typu.

## Délka sítě a dopravní zatížení
V Izraeli se nachází přes 19 000 kilometrů silnic se zpevněným povrchem. Při rozloze státu něco málo přes 20 000 km2 (s tím, že jižní třetina území je tvořena převážně neobydlenou pouštní krajinou) jde o mimořádně hustou síť, která prochází trvalým plošným i kvalitativním rozvojem. V Izraeli bylo k roku 2016 evidováno 3,239 milionu motorových vozidel, přičemž jen v letech 1997-2016 se jejich počet zdvojnásobil. Ani rozvinutá autobusová doprava v Izraeli, popřípadě výrazný rozmach železniční sítě a rychlodrážních systémů městské hromadné dopravy nedokázal odstranit trvalé přetížení silniční sítě. Zejména hustě zalidněné aglomerace Tel Avivu, Haify a Jeruzaléma zažívají pravidelné dopravní zácpy.
| Rok | 1961 | 1965 | 1970 | 1975   | 1980   | 1985   | 1990   | 1995   | 2000   | 2005   | 2010   | 2015   | 2016   |
| --- | ---- | ---- | ---- | ------ | ------ | ------ | ------ | ------ | ------ | ------ | ------ | ------ | ------ |
| km  | 6572 | 7673 | 9290 | 10 278 | 11 810 | 12 760 | 13 199 | 14 751 | 16 450 | 17 591 | 18 482 | 19 221 | 19 362 |

| Rok        | 1951 | 1955 | 1960 | 1965 | 1970 | 1975 | 1980 | 1985 | 1990 | 1995 | 2000 | 2005 | 2010 | 2015 | 2016 |
| ---------- | ---- | ---- | ---- | ---- | ---- | ---- | ---- | ---- | ---- | ---- | ---- | ---- | ---- | ---- | ---- |
| počet tis. | 34   | 47   | 70   | 171  | 266  | 419  | 539  | 776  | 1015 | 1459 | 1831 | 2107 | 2566 | 3092 | 3239 |

## Typy silnic, jejich značení a organizační aspekty
Silniční komunikace v Izraeli se dělí na tři kategorie:

 Celostátní silnice (kvišim arcim, כבישים ארציים) jsou označeny jednociferným nebo dvouciferným číslem. Jde o hlavní komunikace, často dálničního typu, s celostátním významem.
 Regionální silnice (kvišim ezorim, כבישים אזוריים) jsou označeny trojciferným číslem. Jedná se o významnější silniční tahy regionálního významu.
 Místní silnice (kvišim mekomim, כבישים מקומיים) jsou označeny čtyřciferným číslem. Jde o lokální komunikace, spojující převážně vesnická sídla
Všechny tyto komunikace jsou značeny jednotným systémem s barevným odlišením (celostátní silnice červeně, regionální zeleně a místní černě). Na silničních ukazatelích se navíc, podobně jako v USA, zobrazuje údaj o směru (tedy například silnice 10 jih nebo sever).
Kromě toho ještě existuje modré značení silnic:
 Dálniční komunikace (kvišim mahirim, כבישים מהירים) prodělávají značný rozvoj zejména od konce 20. století. Modré označení je přiřazeno takové komunikaci, která má dálniční charakter, bez ohledu na to, zda jde o silnici evidovanou jako celostátní nebo regionální.
Izraelské silnice nejsou až na výjimky zpoplatněny. Elektronický systém silničního mýta je zaveden na Transizraelské dálnici číslo 6, mýtné se platí v Karmelských tunelech v Haifě a také na rychlém jízdním pruhu mezi Tel Avivem a mezinárodním letištěm. Rychlostní limity jsou stanoveny podle typu komunikace, ale ani na Transizraelské dálnici nepřesahují 110 km/hod. O údržbu a plánování silniční infrastruktury se stará od počátku 21. století společnost Netivej Jisra'el.